# Náměšť nad Oslavou
Náměšť nad Oslavou (in tedesco Namiest an der Oslawa) è una città della Repubblica Ceca facente parte del distretto di Třebíč, nella regione di Vysočina.

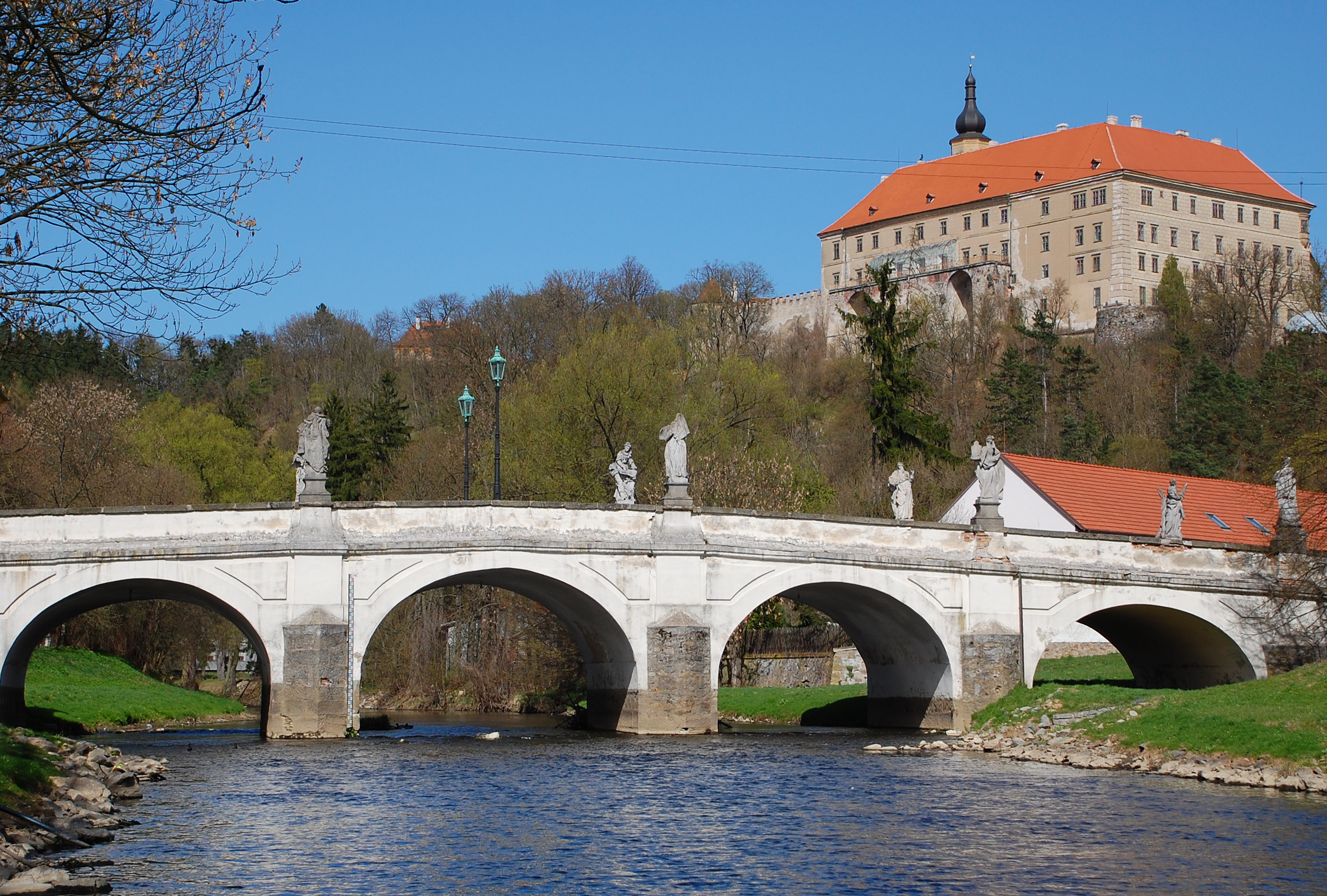
Il castello di Náměšť

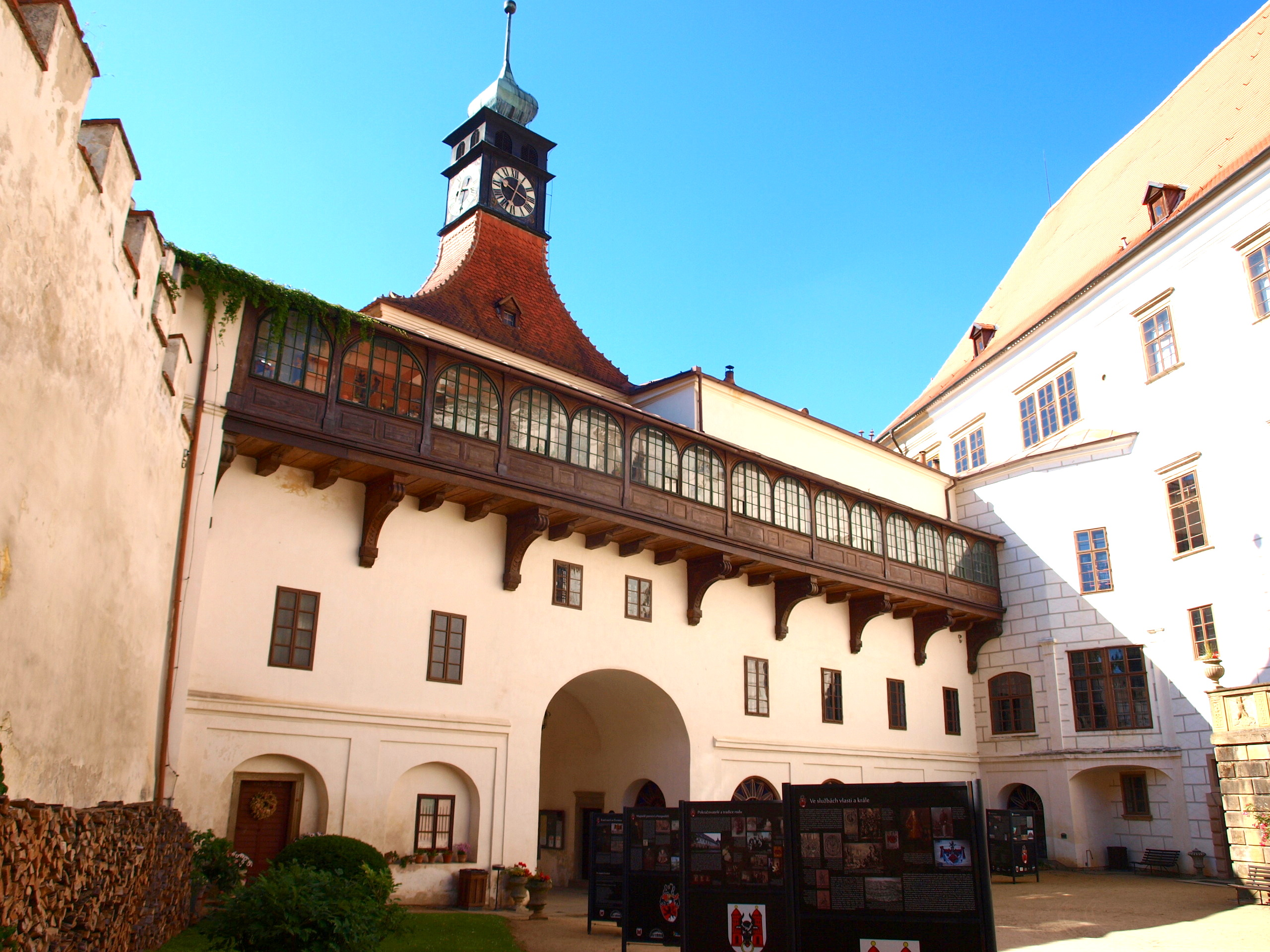
Corte interna

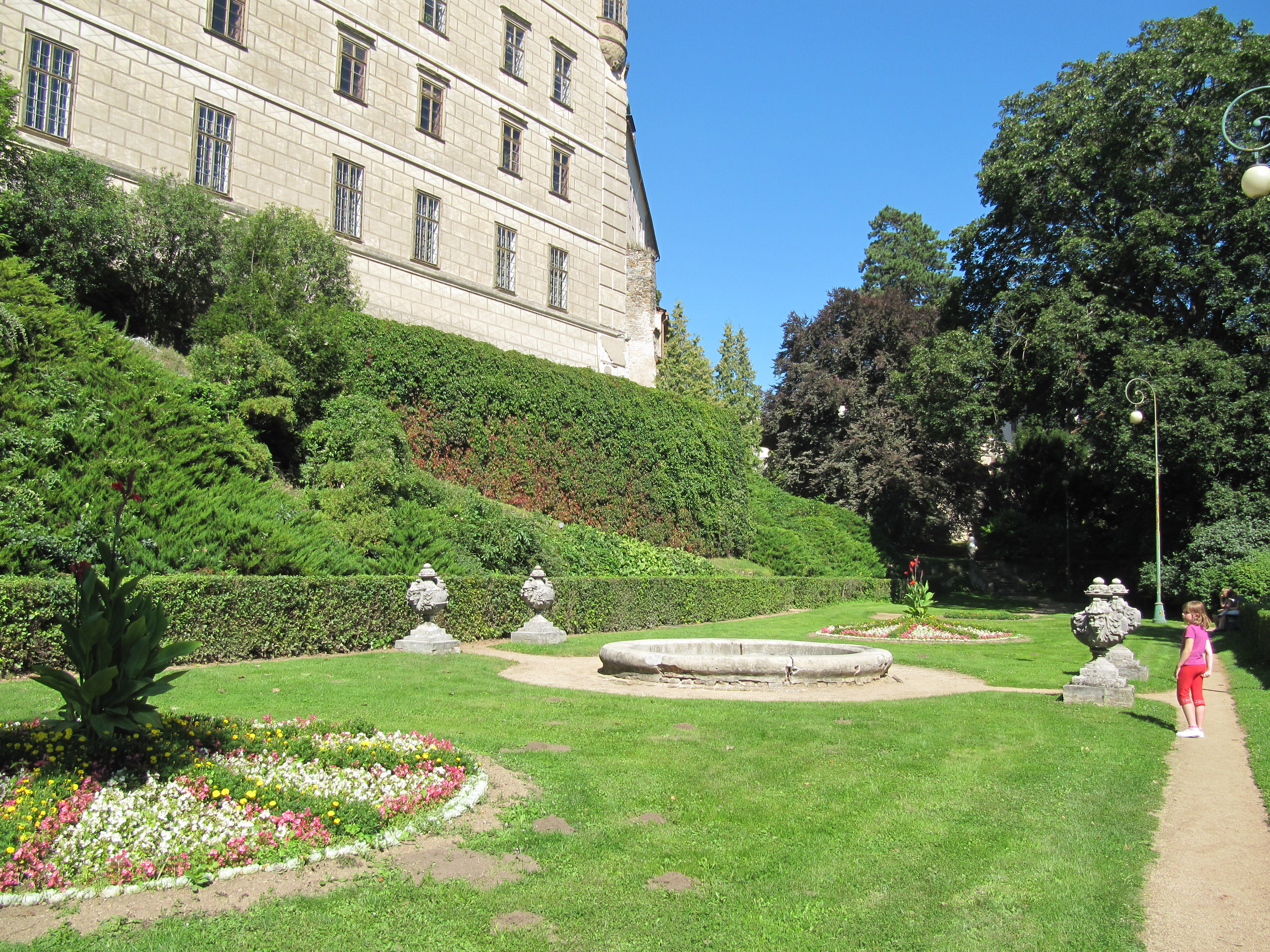
Giardini del castello

## Il castello
Il castello di Náměšť nad Oslavou venne costruito negli anni 1565-1568 sul sito di una fortezza gotica della metà del XIII secolo.  A volere il castello rinascimentale del 1565 fu la nobile famiglia Zierotin.
Il castello passò poi alla famiglia Valdštejn e quindi agli Haugwitz che curarono un parziale rifacimento dell'edificio.  Oggi il bene appartiene allo Stato ceco.
Gli interni custodiscono gli allestimenti d'epoca, una mostra di arazzi e tappezzerie dal XVI al XIX secolo, la preziosa biblioteca e lo studio di Edvard Beneš, presidente della Cecoslovacchia tra le due guerre mondiali.

## Amministrazione

### Gemellaggi
- Medzilaborce